# Родригес Нето, Жозе
Жозе Родригес Нето (порт. José Rodrigues Neto; 6 декабря 1949, Галилея, Сентрал-ди-Минас — 29 апреля 2019) — бразильский футболист, защитник.

## Карьера
Родригес Нето начал свою карьеру в клубе «Витория» из Эспириту-Санту, оттуда он перешёл в клуб
«Фламенго», в котором прошли лучшие годы его карьеры и с которым он стал трёхкратным чемпионом Рио. За 7 лет в «Фламенго» Нето провёл в общей сложности 438 матчей (в которых клуб одержал 211 побед, 122 раза сыграл вничью и 102 раза проиграл) и забил 30 голов. Из «Фла» Нето перешёл в клуб «Флуминенсе», с которым в 4-й раз стал чемпионом Рио. Затем были два сезона в «Ботафого», а оттуда уехал в Аргентину, в которой играл в клубах «Феррокариль Оэсте» с перерывом в два сезона, когда Нето играл на родине в клубе «Интернасьонал», с которым дважды стал чемпионом штата, «Бока Хуниорс». Затем Родригес недолго проиграл за «Сан-Кристован», откуда уехал в Гонконг играть за клубы «Саут Чайна» и «Истерн». В 1990 году Нето вернулся в Бразилию, чтобы провести прощальный матч в родном «Фламенго».
После окончания карьеры игрока Нето недолго тренировал команду «Сан-Бенто». Нето жил в Рио-де-Жанейро и работал в молодёжной школе клуба «Флуминенсе».

## Статистика выступлений за «Фламенго»
| Сезон | Игры | Голы |
| ----- | ---- | ---- |
| 1967  | 21   | 2    |
| 1968  | 49   | 4    |
| 1969  | 50   | 4    |
| 1970  | 33   | 1    |
| 1971  | 50   | 6    |
| 1972  | 48   | 3    |
| 1973  | 58   | 1    |
| 1974  | 62   | 2    |
| 1975  | 67   | 7    |
| 1990  | 1    | 0    |
| Всего | 439  | 30   |

## Достижения
- Чемпион штата Рио-де-Жанейро: 1967, 1972, 1974, 1976
- Обладатель кубка Гуанабара: 1970
- Обладатель кубка Независимости Бразилии: 1970
- Чемпион штата Риу-Гранди-ду-Сул: 1981, 1982